# Günther Landgraf

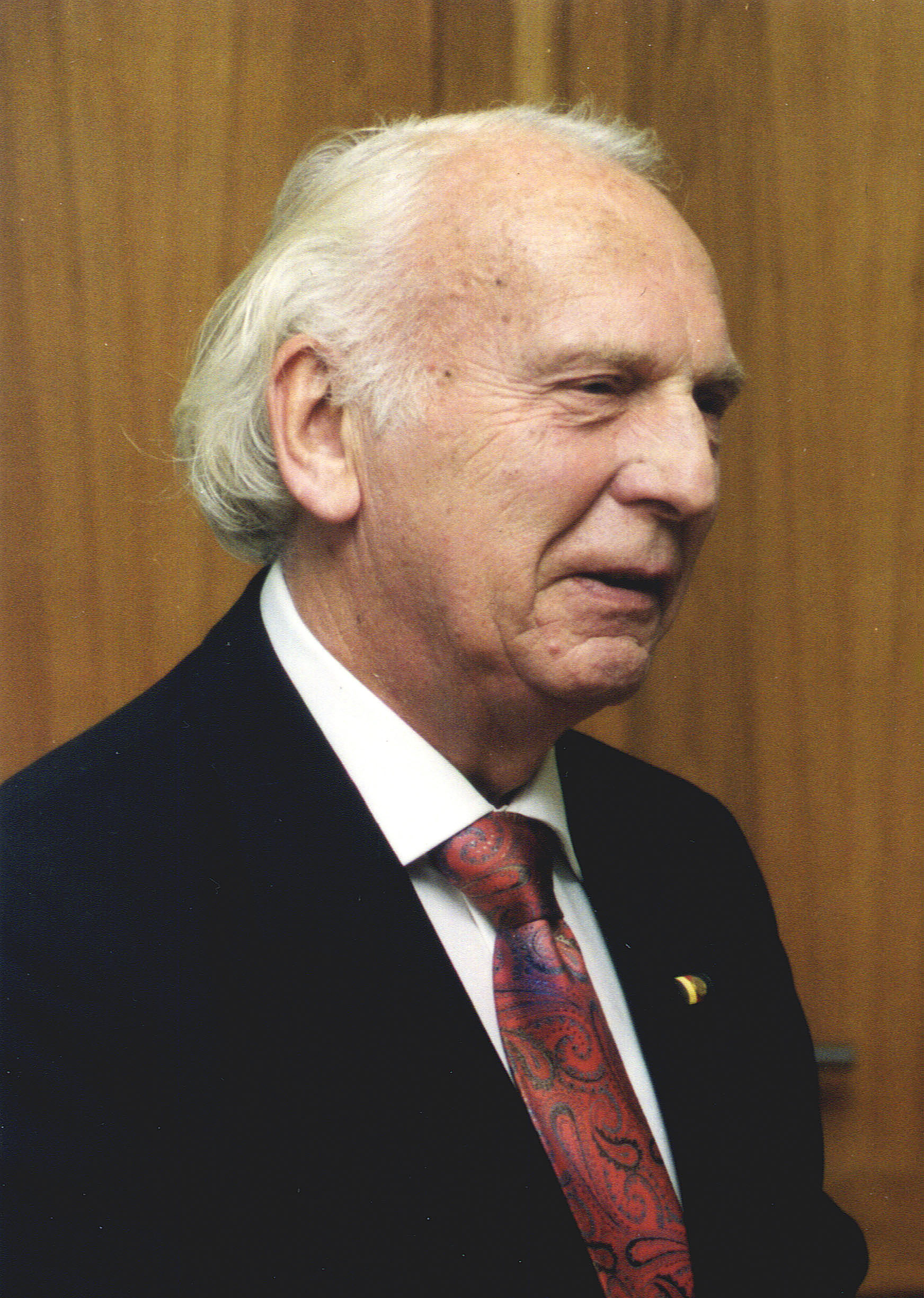
Günther Landgraf

Günther Landgraf (* 14. September 1928 in Kriegern, Böhmen; † 12. Januar 2006 in Dresden) war ein deutscher Professor für Technische Mechanik. Landgraf war der erste frei gewählte Rektor der Technischen Universität Dresden (1990–1994).

## Leben
Landgraf wurde im Egerland geboren und kam 1938 nach Dresden, wo er von 1947 bis 1952 Physik an der TH Dresden studierte. Seine Diplomarbeit wurde in die Kerbspannungslehre von Heinz Neuber übernommen. 1952 bis 1961 war er Wissenschaftlicher Assistent und Oberassistent am Institut für Technische Mechanik der TU Dresden. 1961 wurde er mit einer Arbeit zur Theorie der biegesteifen Kreiszylinderschale unter Berücksichtigung der Querkraftschubverzerrungen an der TU Dresden zum Dr.-Ing. promoviert. Seine erste Tätigkeit führte ihn 1961 zum VEB Germania Chemieanlagen- und Apparatebau Karl-Marx-Stadt. Er habilitierte sich 1969 mit dem Thema Berechnung beliebig belasteter Rotationsschalen mit u. ohne Berücksichtigung der Querschubverzerrungen an der TU Dresden. 1970 erhielt er die facultas docendi an der TU Dresden; kurz darauf wurde Landgraf zum ordentlichen Professor für Technische Mechanik (Plastizitätstheorie) berufen. Sein Arbeitsgebiet waren insbesondere die Programmsysteme zur Auslegung von Rotationsschalen (ROSCHA-System) und deren Industrieanwendungen.
Die Wahl Günter Landgrafs im Februar 1990 zum ersten freigewählten Rektor der TU Dresden war das erste sichtbare Zeichen des Neubeginns an der Universität nach der Wende in der DDR. Er übernahm das Amt in einer Zeit, in der praktisch alles im Umbruch war und war darüber hinaus verantwortlich für alle Prozesse, die die Erneuerung der Universität betrafen. Er war als Rektor ein Partner aller progressiven Kräfte an der Universität. Landgraf hatte einen Runden Tisch eingerichtet, der ab dem 3. April 1991 regelmäßig einberufen wurde und an dem aktuelle Probleme der Erneuerung diskutiert wurden. Neben Vertretern des Personalrats und des Studentenrats nahmen der Landesvertretung Akademischer Mittelbau Sachsen (LAMS), der Bund Freiheit der Wissenschaft (BFW) sowie der Verband Hochschule und Wissenschaft (VHW) und der Deutsche Hochschulverband (DHV) daran teil. Günther Landgraf hat wesentlichen Anteil an dem erfolgreichen Neuaufbau der Technischen Universität Dresden nach 1989. Unter seiner Ägide erhielt die TU Dresden den Status einer Volluniversität mit 14 Fakultäten. Er hatte das Rektorat bis zu seiner Emeritierung im Jahr 1994 inne.

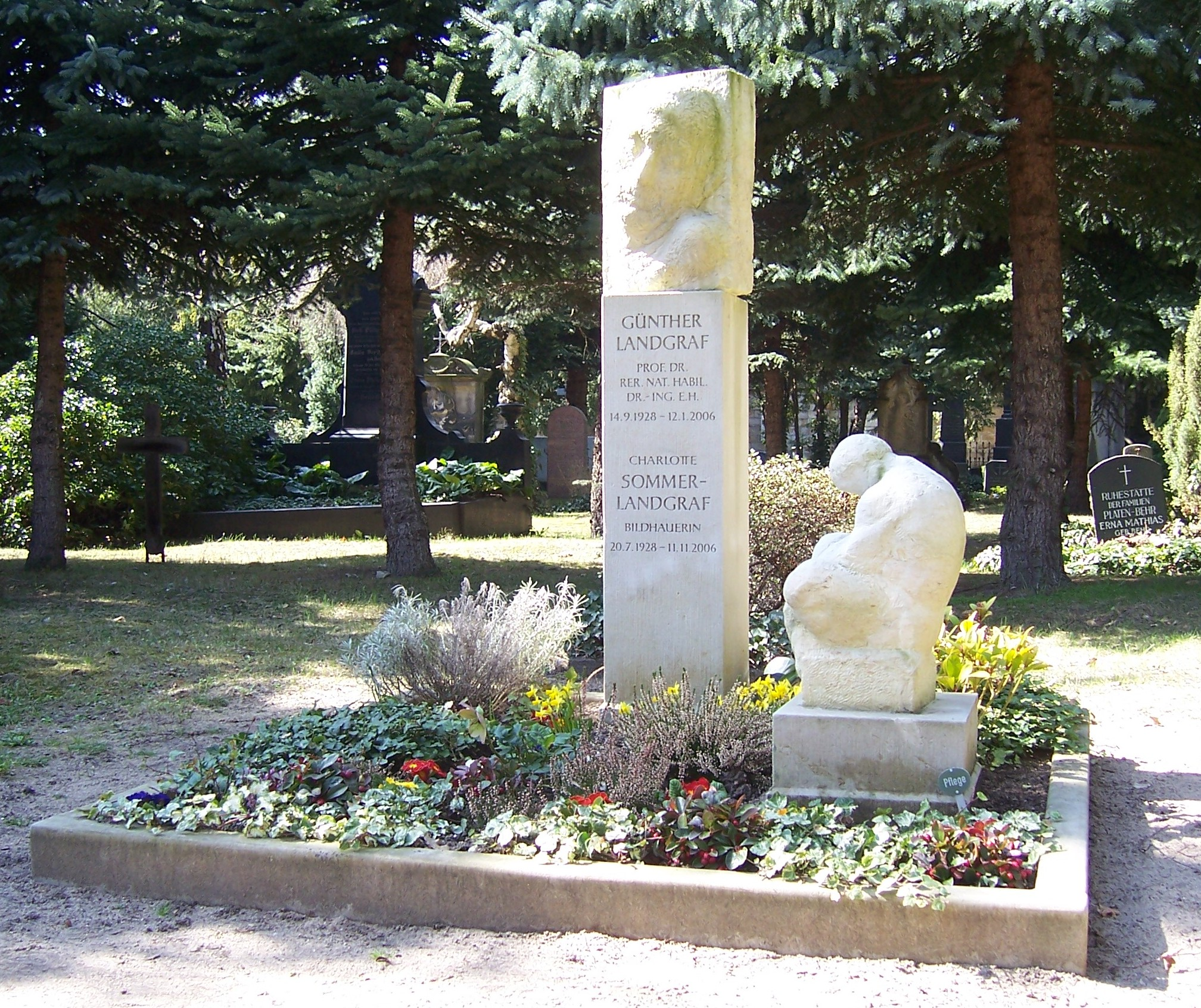
Grab von Günther Landgraf und seiner Frau Charlotte Sommer-Landgraf auf dem Trinitatisfriedhof in Dresden.

Seit der Gründung des Europäischen Instituts für postgraduale Bildung (EIPOS) an der TU Dresden im Jahr 1991 war Landgraf deren Präsident und hat zusammen mit dem wissenschaftlichen Direktor und ehemaligen Prorektor für Bildung der TU Dresden Günter Lehmann Maßstäbe in der universitären und postgradualen Weiterbildung gesetzt. Darüber hinaus war er als Emeritus noch Mitarbeiter des Institutes für Kontinuumsmechanik der TU Dresden. Landgraf hat rund 70 Promovenden betreut, neun seiner Schüler sind oder waren selbst Hochschullehrer.
Landgraf veröffentlichte rund 100 wissenschaftliche Publikationen, darunter mehrere Bücher und Broschüren, Patente und Schutzrechte. Er war Mitglied der Gesellschaft für Angewandte Mathematik und Mechanik (GAMM).
Landgraf war seit 1953 mit der Künstlerin Charlotte Sommer verheiratet. Sein Grab (zusammen mit seiner Frau Sommer-Landgraf) befindet sich auf dem Trinitatisfriedhof in Dresden. Die gemeinsame Grabstätte zieren zwei Plastiken Sommer-Landgrafs: eine figürliche sitzende Plastik sowie eine Büste Günther Landgrafs.
Seit September 2008 trägt das ehemalige Rektorats-Gebäude der TU Dresden, ein Nebenbau der Alten Mensa auf der Mommsenstraße, den Namen „Günther-Landgraf-Bau“.

## Ehrungen und Auszeichnungen
- Nationalpreis der DDR (1978)
- Ehrendoktorwürde Dr.-Ing. E.h. der Technischen Universität Dresden (1990)
- Ehrendoktorwürde Dr.-Ing. E.h. der Technischen Universität Chemnitz (1990)
- Bundesverdienstkreuz am Bande des Verdienstordens der Bundesrepublik Deutschland (7. November 1994),[1] verliehen vom Bundespräsidenten Roman Herzog
- Ehrensenator der TU Dresden (1997)

## Publikationen
- Zur Entstehung technikwissenschaftlicher Disziplinen, TUD Eigenverlag.
- Von der Technischen Bildungsanstalt (1928) zum Königlich Sächsischen Polytechnikum (1871), TUD Eigenverlag.
- Räumliche Probleme der Elastizitätstheorie, Akademie-Verlag 1963, mit Anatolij I. Lurè, Hans Göldner.
- Theorie der biegesteifen Kreiszylinderschale unter Berücksichtigung der Querkraftschubverzerrungen. TUD Eigenverlag 1961.
- Mechanik – Grundlagen für Maschinenbauer. Verlag Technik, Berlin 1955, mit Heinz Neuber, Walter Häbel.
- Geschichte der Technischen Universität Dresden in Dokumenten und Bildern. Bd 1. Von der Technischen Bildungsanstalt (1828) zum Königlich Sächsischen Polytechnikum (1871). TU Dresden Verlag 1992, ISBN 3860051261.
- zusammen mit Ute Hendlmeier: Geschichte der Technischen Universität Dresden in Dokumenten und Bildern. Bd 2. TU Dresden Verlag 1994, ISBN 3860051407.